# Gianni Ciardo
Gianni Ciardo (né en 1949 à Bari) est un acteur et comique italien.

## Filmographie
- 1981 : La Zézette plaît aux marins (La dottoressa preferisce i marinai) de Michele Massimo Tarantini
- 1989 : Nulla ci può fermare d'Antonello Grimaldi